# Tandurak
Tandurak é uma cidade do Afeganistão, localizada na província de Balkh.